# Kościół św. Judy Tadeusza w Człuchowie
Kościół świętego Judy Tadeusza w Człuchowie – rzymskokatolicki kościół parafialny należący do parafii pod tym samym wezwaniem (dekanat człuchowski diecezji pelplińskiej).

## Historia
Jest to świątynia wzniesiona w latach 1994-1997 według projektu Tadeusza Ciemnoczołowskiego. W dniu 28 października 1999 roku kościół został poświęcony przez biskupa Jana Bernarda Szlagę. 

## Architektura
Kościół wybudowano na planie sześcioboku. Nakryty jest wielospadowym dachem zwieńczonym sygnaturką. Główne wejście prowadzi przez wysuniętą kruchtę z podcieniem. W ścianach nawy, kruchty i prezbiterium znajdują się sześcioboczne okna z witrażami. Prezbiterium połączone jest łącznikiem z zakrystią.